# Agnieszka Habsburżanka (1281–1364)
Agnieszka Habsburżanka (ur. 18 maja 1281; zm. 10 czerwca 1364 w Königsfelden) – królowa węgierska.

## Życiorys
Agnieszka była drugą córką Albrechta I Habsburga i Elżbiety Tyrolskiej. 13 lutego 1296 w Wiedniu poślubiła króla węgierskiego Andrzeja III. Była jego drugą żoną. Małżeństwo okazało się bezdzietne. Po śmierci męża opuściła Węgry zabierając ze sobą znaczny majątek i pasierbicę Elżbietę, córkę Andrzeja III z pierwszego małżeństwa. Po przeprowadzce do Austrii nadal otrzymywała znaczne dochody z Węgier.
Po zamordowaniu ojca Albrechta I wraz z matką i braćmi założyła na miejscu zbrodni klasztor minorytów i klarysek Königsfelden. W pobliżu zbudowała dla siebie rezydencję, w której wiodła wystawne życie. W 1309 umieściła swą pasierbicę, w poniżających okolicznościach, w klasztorze dominikanek w Töss, aby poprzez ewentualne małżeństwo nie przekazała rywalom Habsburgów praw do tronu węgierskiego.
Agnieszka interesowała się mistyką. Mistrz Eckhart dedykował jej swoje dzieło Liber Benedictus.
| 4. Rudolf I Habsburg      |  |                        |  |  |              |
|                           |  | 2. Albrecht I Habsburg |  |  |              |
| 5. Gertruda von Hohenberg |  |                        |  |  |              |
|                           |  |                        |  |  | 1. Agnieszka |
| 6. Meinhard II Tyrolski   |  |                        |  |  |              |
|                           |  | 3. Elżbieta Tyrolska   |  |  |              |
| 7. Elżbieta               |  |                        |  |  |              |
|                           |  |                        |  |  |              |